# Postfotografia
Postfotografia – nieostry termin z zakresu teorii sztuki, dotyczący rozwoju fotografii w dobie rozwoju nowych mediów. Najczęściej określa obrazowe reprezentacje, które nie są związane z otaczającym nas światem w bezpośredni sposób.  
Dzieło postfotograficzne może charakteryzować się łączeniem przedstawienia rzeczywistości z formami abstrakcyjnymi, kwestionowaniem estetycznego podziału na formę i treść oraz własną autonomią wewnątrz specyfiki swojego medium, rezygnując z zadania naśladowania i obrazowania rzeczywistości. 
Pionierem postfotografii jest hiszpański artysta konceptualny, Joan Fontcuberta, a w Polsce tacy artyści jak Magdalena Żołędź (autorka strony postfotografia.pl) czy Stefan Wojnecki. 

## Medium
Powstanie terminu postfotografii jest reakcją na zmianę statusu mediów (a zwłaszcza medium fotografii) w obliczu rewolucji cyfrowej. Mimo tego, termin ten nie łączy się tylko i wyłącznie z rozwojem mediów cyfrowych, ponieważ różnica między fotografią i postfotografią nie dotyczy jedynie przejścia fotografii z formy analogowej do cyfrowej, ale również metafizyki doświadczenia fotografii.
Dzieła postfotograficzne kwestionują tradycyjny podział na media w sztuce (są intermedialne) i wychodzą poza medium samej fotografii. Istnieją postfotograficzne dzieła sztuki włączające techniki modelowania 3D czy rozszerzonej rzeczywistości, a nawet dźwięk, ruch czy rozpad.
Filozofem mającym duży wpływ na koncepty postfotografii jest Jean Baudrillard, który w swoich pracach filozoficznych rozważał zasady reprezentacji przez medium fotografii w świetle nowych mediów.